# Écluse de Kembs-Niffer
Ne doit pas être confondu avec Écluse de Niffer.
L'écluse de Kembs-Niffer est une écluse en Alsace inaugurée le 15 avril 1961. Située sur la commune de Kembs, dans le Haut-Rhin. La tour de commande et le bâtiment administratif, construits par Le Corbusier, ont été inscrits monument historique par arrêté du 11 mars 2005.
Elle ne doit pas être confondue avec l'écluse principale, de toit semi-circulaire, construite en 1995 pour le projet (abandonné) de mise en grand gabarit du canal du Rhône au Rhin. L'écluse de Le Corbusier se situe quelques centaines de mètres en amont de la grande écluse.

## Histoire
La tour de commande de l'écluse de Kembs-Niffer ainsi que le bâtiment administratif construits en 1960-1961 sont signés de Charles-Édouard Jeanneret-Gris, dit Le Corbusier (1887-1965).
Le Corbusier eut le souci de renouveler l'architecture en fonction de la vie sociale et d'utiliser des volumes simples, articulés selon des plans d'une grande liberté, qui tendent à l'interpénétration des espaces.
Le choix de Le Corbusier pour ces travaux résulte de la découverte de l'œuvre de l'architecte alors chargé des destinées de l'arrondissement de Mulhouse, M. Bouchet et de l'enthousiasme communicatif de M. Descombes, ingénieur de la navigation à Strasbourg qui dirigeait le bureau d'études de la liaison mer du Nord-Méditerranée, service installé à Mulhouse. Au printemps 1960, un premier rendez-vous fut pris par téléphone dans l'atelier parisien que l'architecte occupait depuis 1924. Celui-ci fit part de sa surprise aux deux ingénieurs, car ce n'était pas l'habitude des ponts et chaussées de s'adresser à lui, et les commandes officielles qu'on lui adressait étaient pratiquement nulles en France.
Quelques dessins d'ensemble furent établis et le projet « Le Corbusier » a été respecté lors des travaux. Les problèmes de résistance des matériaux (béton armé) furent parfois difficiles à résoudre, mais jamais insolubles.
Lors de l'inauguration de l'écluse par Wilfrid Baumgartner, ministre des Finances, le 15 avril 1961, seul le poste de commande était achevé. Le bâtiment administratif réalisé un peu plus tard, est surmonté d'une toiture P.H. (paraboloïde hyperbolique) qui allie l'architecture aux mathématiques et symbolise un peu de cette collaboration entre l'architecte (connaissance des hommes) et les ingénieurs (connaissance des lois physiques) souvent mise en valeur par Le Corbusier.

## Galerie

La tour de contrôle.
Le bâtiment administratif.